# Pizzo del Forno
Il Pizzo del Forno (2.696 m s.l.m.)  è una montagna delle Alpi Ticinesi e del Verbano nelle Alpi Lepontine. Costituisce la massima elevazione della Valle Isorno.

## Descrizione
La cima del Pizzo del Forno si trova a sud-ovest del Pizzo Quadro e separa la Valle Antigorio dalla Valle Isorno. Ci sono diverse alternative per salire la montagna ma la più breve è quella che risale il versante ovest dalla Valle Antigorio partendo da Maglioggio, frazione di Crodo, con un dislivello di circa 2000 metri.

## Cartografia
- Istituto Geografico Centrale, Carta dei Sentieri, scala 1:50.000 n.11 Domodossola e val Formazza
- Carta Kompass, Carta Escursionistica, scala 1:50.000 n.89 Parco Naturale Alpe Veglia e Alpe Devero, Valle Antigorio, Val Formazza